# Proactiv
Proactiv er navnet på en linje af hudplejeprodukter, der distribueres og markedsføres af Guthy-Renker, som er en anerkendt virksomhed inden for direkte markedsføring . Proactiv Solution blev udviklet i 1995 og er muligvis bedst kendt for sine reklamer, hvor kendte omtaler Proactiv positivt. Her kan blandt andet nævnes Julianne Hough, Adam Levine samt vores egen Caroline Wozniacki.